# Bévéziers (Q179)
Bévéziers (Q179) — крейсерская подводная лодка типа «Редутабль» третьей серии, времён Второй мировой войны. Представляла собой одну из 31 практически идентичных субмарин, называемых по своему водоизмещению «1500 тонн» и получила имя в честь Сражения при Бичи-Хед (фр. Bataille de Bévéziers), произошедшего в 1690 году. Лодка была заложена 4 апреля 1932 года. Спущена на воду 14 октября 1935 года, а 4 июня 1937 года принята на вооружение.

## История службы
В начале Второй мировой войны Bévéziers вместе с Agosta (Q178), Ouessant (Q180) и Sidi-Ferruch (Q181) была назначена в 8й дивизион подводных лодок, базировавшихся в Бресте.
С началом войны, 3 сентября 1939 года, она вышла в поход по патрулированию припортовых вод вдоль северного побережья Испании, что являлось частью мер по пресечению снабжения немецких субмарин. В начале октября весь 8й дивизион был переброшен на Карибы, где совершила два похода с целью эскорта конвоев из Галифакса в Ливерпуль, а затем, 20 апреля 1940 года, вернулась в Брест. После того, как 25 июня 1940 года было объявлено перемирие, лодка получила небольшую передышку, после которой она отправилась во Французскую Западную Африку патрулировать Гвинейский залив, из которого она 21 августа 1940 года вернулась уже в Дакар.
Сенегальскую операцию, проводимую объединенными силами Великобритании и «Свободной Франции» начавшуюся 23 сентября 1940 года, Bévéziers встретила в порту Дакара. Командиром лодки на тот момент являлся коммандера Ланцелота (фр. Capitaine de corvette Lancelot). 25 сентября не окончив дозаправку и пополнение припасов она, тем не менее, смогла торпедировать HMS Resolution, который, в результате полученных повреждений, выбыл из боевых действий почти на 9 месяцев.
28 октября 1940 года субмарина, вместе с Casabianca (Q183), Sfax (Q182) и Sidi-Ferruch (Q181) была переведена во 2й дивизион подводных лодок, базировавшийся в Касабланке.
C 3 января 1941 года проходила модернизацию в Тулоне, закончившуюся 12 ноября 1941 года. После этого она отправилась на Мадагаскар, куда благополучно и прибыла 19 февраля 1942 года.
Начало Мадагаскарской операции — 5 мая 1942 года вновь застигло Bévéziers врасплох в процессе пополнения припасов и дозаправки. В течение шести часов субмарина с 2/3 команды на борту пыталась прорваться из гавани в открытое море, однако получила попадание глубинной бомбой с торпедоносца Swordfish авиакрыла HMS Illustrious и легла в дрейф. Пережив еще две атаки, в 6:10 субмарина дала течь. Командир приказал команде покинуть тонущее судно. Развернувшись, торпедоносцы вновь атаковали субмарину, в результате чего двое моряков пропало без вести, и еще четверо было ранено, после чего субмарина окончательно затонула в точке с координатами 12°16′30″ ю. ш. 49°17′05″ в. д. . В следующем году она была поднята силами антигитлеровской коалиции и поставлена в резерв, а в 1946 году разрезана на металл.